# Lake Pontchartrain
Lake Pontchartrain er en brakvandssø i det sydøstlige Louisiana i USA. Det er den næststørste sø med saltvand i USA efter Great Salt Lake, og det er Louisianas største sø. Søen dækker et areal på 1.630 km² (til sammenligning er Danmarks største sø, Arresø, 40 km²), og har en middeldybde på omkring 4 meter. Søens form er oval, med en længde på ca. 64 km fra øst til vest, og 39 km fra nord til syd. 
Søens sydlige bred udgør den nordlige grænse for byen New Orleans og dennes to største forstæder, Metairie og Kenner. Ved søens nordlige bred ligger byerne Mandeville, Covington og Madisonville. I det nordøstlige hjørne af søen ligger byen Slidell.

## Navnets oprindelse
De oprindelige amerikanere kaldte søen Okwate – Det brede vand – men den franske opdalgelsesrejsende Pierre Le Moyne d'Iberbville opkaldte søen efter Louis Phélypeaux, Greve af Pontchartrain, som var flådeminister, kansler og finansminister under Ludvig den 14. af Frankrig. Sidstnævnte har givet navn til staten Louisiana. 

## Beskrivelse
Lake Pontchartrain er egentlig en del af en flodmunding, som er forbundet med Den Mexicanske Golf via Rigolet Strædet og med Lake Borgne via Chef Menteur Pass. På grund af denne forbindelse med "Golfen" forekommer tidevand i søen, om end kun i ringe grad. Søen er også forbundet med Lake Maurepas via Pass Manchac og med Mississippifloden via Industrial Canal i New Orleans.
Søen tilføres ferskvand fra en række små floder, Tangipahoa, Tchefuncte, Tickfaw Amite og Bogue Falaya foruden fr to bayous, Bayou Lacombe og Bayou Cinchuba. 
Saltholdigheden i vandet varierer fra næsten ingen salt i den nordlige del til op mod halvdelen af saltholdigheden i "Golfen" i den østlige del.

## Andet
Søen bliver i dag brugt meget som rekreativt område for indbyggerne i New Orleans og i bebyggelserne rundt om søen, men søen anvendes også til transport af varer på pramme, trukket af slæbebåde. I 1920'erne blev søen forbundet med Mississippifloden via Industrial Canal med et system af sluser. I 1950'erne begyndte bygningen af Lake Pontchartrain Causeway, en bro over søen fra Mandeville på den nordlige bred til Metairie på den sydlige. 
Den 25. januar 1964 styrtede Eastern Airlines Flight 304 ned i søen. 51 passagerer og 7 besætningsmedlemmer blev dræbt. På trods af den lave vanddybde i søen fandt man aldrig hovedparten af flyet og passagererne. 

## Eksterne link
- Lake Pontchartrain Basin Foundation
- United States Geological Survey Lake Pontchartrain Fact Sheet

30°12′22″N 90°06′08″V / 30.206055°N 90.102132°V